# Usinens
Usinens este o comună în departamentul Haute-Savoie din sud-estul Franței. În 2009 avea o populație de 360 de locuitori.

## Evoluția populației
| An        | 1975 | 1982 | 1990 | 1999 | 2006 | 2009 |
| --------- | ---- | ---- | ---- | ---- | ---- | ---- |
| Populație | 239  | 229  | 236  | 255  | 358  | 360  |